# Tara Strong
Tara Strong   (Toronto, 12 de febrer de 1973) nom artístic de Tara Lyn Charendoff, és una actriu de veu canadencoestatunidenca que ha proporcionat treballs de veu en off per a animació i videojocs. Entre els seus papers destaquen sèries d'animació com Rugrats, Les Supernenes, The Fairly OddParents, Teen Titans, Xiaolin Showdown, Ben 10, Chowder, Wow Wow Wubbzy!, My Little Pony: Friendship Is Magic, Unikitty!, DC Super Hero Girls i videojocs com Mortal Kombat X, Ultimate Marvel vs. Capcom 3, Jak and Daxter, Final Fantasy X, Final Fantasy X-2, Blue Dragon i Batman: Arkham . Ha obtingut nominacions als premis Annie i Daytime Emmy i ha obtingut un premi de l'Academy of Interactive Arts & Sciences. És la veu actual de Rocky J. Squirrel, Cindy Bear i Ruff, i també de Reaper Nurses, Penny the Chicken i Mama Bear, del joc anomenat Dark Deception.

## Biografia
És filla de Syd i Lucy Charendoff. La seva família, jueus que vivien a Rússia, va immigrar al Canadà després d'escapar dels pogroms antijueus de l'Imperi rus. Tara i la seva germana gran Marla es van criar a Toronto. Als quatre anys, es va interessar per la interpretació i es va oferir voluntària per ser solista en una producció escolar. Va treballar amb el teatre ídix; tot i que desconeixia la llengua ídix, va memoritzar les seves línies fonèticament. També va actuar amb el Toronto Jewish Theatre (TJA), on va actuar a  A Night of Stars  i va aparèixer en una cinta audiovisual de Lay Down Your Arms amb el cor juvenil Habonim, on cantava les lletres en anglès i en hebreu.
Strong és jueva i vegana. L'octubre de 2018, va publicar una piulada amb el coixinet #MeToo on explicava la seva experiència d'haver patit una agressió sexual als 5 anys, alhora que condemnava els polítics Jeff Flake i Susan Collins per «desgraciats sense cor que han abandonat les dones i els Estats Units».

## Filmografia

### Actor
| Any  | Títol                          | Paper        | Notes |
| ---- | ------------------------------ | ------------ | ----- |
| 1995 | National Lampoon's Senior Trip | Carla Morgan |       |